# 吉林市交通音乐广播
吉林市交通音乐广播，是吉林市人民广播电台的一个频道。内容以交通、生活节目为主，广播范围为吉林市全部，全天24小时播音。

## 主要节目
- 山寨主播
- 网搜天下
- 交广早班车
- 交广快活人
- 高速第一线
- 交警在线
- 的士先锋
- 强音制造
- 利群说车
- 家住江城
- 嘻哈聚宝盆
- 美食直通车
- 我爱红黄蓝
- 音乐老街

## 播出频率
吉林市
| 发射地 | 频率        |
| 昌邑区 | FM 105.3MHz |